# Gonçalo Gomes de Azevedo
Gonçalo Gomes de Azevedo foi um nobre e Cavaleiro medieval do Reino de Portugal. Foi alferes-mor do rei D. Afonso IV de Portugal ao lado de quem combateu na Batalha do Salado.

## Relações familiares
Foi filho de Gomes Pais de Azevedo (1250 -?) e de Constança Rodrigues de Vasconcelos (1275 -?) filha de D. Rodrigo Anes de Vasconcelos (1230 -?) e de Mécia Rodrigues de Penela (1245 -?). Casou com Maior Esteves, de quem teve:
1. Diogo Gomes de Azevedo;
2. Mécia Gomes casada com João Lourenço de Ichoa;
3. Teresa Correia (1320 -?) casada com Vasco Martins de Melo que foi senhor de Castanheira, de Povos e de Cheleiros;
4. Leonor de Azevedo (1310 -?) casada com Bartolomeu Pessanha, que 2.º Almirante de Portugal.